# 高橋弘厚
高橋 弘厚（たかはし ひろあつ）は、戦国時代の武将。安芸国・石見国国人である石見高橋氏の当主・高橋久光の次男。

## 生涯
文明13年（1481年）、高橋久光の次男として生まれる。明応3年（1494年）頃までには元服し、大内政弘より偏諱を受けて弘厚と名乗ったものと思われる。
永正12年（1515年）に兄・元光が戦死すると、父・久光の命令で弘厚の子である興光が高橋家の後継者となった。
大永元年（1521年）に久光も戦死すると、興光の後見人として高橋氏の存続に尽力し、尼子経久に接近した。
享禄元年（1528年）12月21日、在城した安芸国高宮郡の松尾城が大内方の毛利元就、和智豊郷、弘中隆兼の軍に攻撃され、翌享禄2年（1529年）5月2日に落城した。その後、石見国邑智郡阿須那の藤根城に籠城した興光も自刃に追い込まれ、石見高橋氏の嫡流は断絶した。
なお、石見高橋氏の系図には疑問点が多く、一説では弘厚とその弟とされている高橋重光は同一人物という説があり、定かではない。ちなみに重光も元就によって殺されている。